# Tramwaje w Cedar Falls
Tramwaje w Cedar Falls − zlikwidowany system komunikacji tramwajowej w Cedar Falls w Stanach Zjednoczonych, działający w latach 1891−1958. 

## Historia
Tramwaje w Cedar Falls uruchomiono w 1891, były to tramwaje benzynowe. W sierpniu 1898 dotychczasowy operator Cedar Falls & Normal Railway został przejęty przez Waterloo, Cedar Falls & Northern Railway. Rok wcześniej spółka ta otworzyła 13 km linię podmiejską z Waterloo. W 1901 rozpoczęto budowę linii do Waverly, którą ukończono w 1910. Linia ta przebiegała przez Denver i Rust. W latach 1912−1914 zbudowano 97 km linię do Cedar Rapids. 31 października 1954 w zajezdni wybuchł pożar w czasie którego spaliła się znaczna część taboru, a dwa lata później zlikwidowano linię do Cedar Rapids. 31 lipca 1958 zlikwidowano linię z Waterloo. Szerokość toru na liniach wynosiła 1435 mm.